# Cristiano Lupatelli
Cristiano Lupatelli (ur. 21 czerwca 1978 w Perugii) – piłkarz włoski grający na pozycji bramkarza.

## Kariera klubowa
Lupatelli pochodzi z Perugii, jednak piłkarską karierę rozpoczął w klubie Fidelis Andria pochodzącego z miasta Andria. W 1997 roku awansował z nią do Serie B, ale pierwszym bramkarzem klubu był dopiero w sezonie 1998/1999. Latem 1999 przeszedł do pierwszoligowej Romy. Został rezerwowym dla Francesca Antoniolego, ale 25 marca 2000 zadebiutował w Serie A w przegranych 1:2 derbach z S.S. Lazio. W sezonie 1999/2000 zaliczył 4 spotkania, w kolejnym (2000/2001) – 8. Jako dubler Antoniolego wywalczył mistrzostwo Włoch.
W 2001 roku Lupatelli został wypożyczony do Chievo Werona i występował tam przez kolejne dwa sezony. Był zawodnikiem wyjściowej jedenastki, a w sezonie 2001/2002 wraz z Chievo sprawił sensację, gdy klub zajął wysokie 5. miejsce w Serie A, gwarantujące start w Pucharze UEFA. Rok później zakończył z Chievo sezon na 7. pozycji. W 2003 roku Lupatelli wrócił do Rzymu, ale przegrał rywalizację nie tylko z Ivanem Pelizzolim, ale także Carlo Zottim. W 2004 roku został sprzedany do Fiorentiny, gdzie przez rok był pierwszym bramkarzem i pomógł w utrzymaniu w lidze. Latem 2005 został wypożyczony do Parmy w ramach wymiany za Sébastiena Freya, a na rundę wiosenną trafił na wypożyczenie do US Palermo. Latem 2006 wrócił do Florencji i przegrał rywalizację z Freyem.
Po zakończeniu sezonu 2007/2008 Lupatelli pozostał bez klubu i latem 2008 rozpoczął treningi w Cagliari Calcio. 13 lipca 2010 odszedł do Bolonii. W 2011 roku został zawodnikiem Genoi. Następnie był graczem Fiorentiny, w której barwach w 2015 roku zakończył karierę.
| Sezon   | Klub            | Kraj   | Rozgrywki | Mecze | Bramki |
| ------- | --------------- | ------ | --------- | ----- | ------ |
| 1996/97 | Fidelis Andria  | Włochy | Serie C1  | 0     | 0      |
| 1997/98 | Fidelis Andria  | Włochy | Serie B   | 0     | 0      |
| 1998/99 | Fidelis Andria  | Włochy | Serie B   | 25    | 0      |
| 1999/00 | AS Roma         | Włochy | Serie A   | 4     | 0      |
| 2000/01 | AS Roma         | Włochy | Serie A   | 8     | 0      |
| 2001/02 | Chievo          | Włochy | Serie A   | 33    | 0      |
| 2002/03 | Chievo          | Włochy | Serie A   | 26    | 0      |
| 2003/04 | AS Roma         | Włochy | Serie A   | 0     | 0      |
| 2004/05 | ACF Fiorentina  | Włochy | Serie A   | 30    | 0      |
| 2005/06 | US Palermo      | Włochy | Serie A   | 5     | 0      |
| 2005/06 | Parma           | Włochy | Serie A   | 8     | 0      |
| 2006/07 | ACF Fiorentina  | Włochy | Serie A   | 0     | 0      |
| 2007/08 | ACF Fiorentina  | Włochy | Serie A   | 3     | 0      |
| 2008/09 | Cagliari Calcio | Włochy | Serie A   | 3     | 0      |
| 2009/10 | Cagliari Calcio | Włochy | Serie A   | 2     | 0      |
| 2010/11 | Bologna FC      | Włochy | Serie A   | 1     | 0      |
| 2011/12 | Genoa CFC       | Włochy | Serie A   | 0     | 0      |
| 2012/13 | ACF Fiorentina  | Włochy | Serie A   | 1     | 0      |

## Kariera reprezentacyjna
W 2000 roku Lupatelli zaliczył dwa występy w młodzieżowej reprezentacji Włoch U-21.